# Río Pungwe
El río Pungwe es un río de 400 km de longitud, que fluye por Zimbabue y Mozambique, desembocando en el canal de Mozambique, océano Índico. En época de lluvias se pueden formar grandes inundaciones en su cuenca.

## Curso
Nace cerca del Monte Nyangani en el este de Zimbabue, y discurre en dirección sureste a través de las provincias mozambiqueñas de Manica y Sofala, cerca del parque nacional de Gorongosa, hasta llegar a su desembocadura junto a la ciudad de Beira (la cuarta más poblada de Mozambique), donde forma un gran estuario junto al río Buzi.